# Список глав манги «Атака на Титанов»

Обложка первого тома манги

«Атака на титанов», также «Атака титанов» (яп. 進撃の巨人 Сингэки но Кёдзин) — японская серия манги, написанная и проиллюстрированная Хадзимэ Исаямой. Действие истории разворачивается в мире, где человечество живет в городах, окруженных огромными стенами из-за Титанов, гигантских гуманоидных существ, которые пожирают людей, казалось бы, без причины. История сосредоточена вокруг Эрена Йегера, а также его друзей детства, Микасы Акерман и Армина Арлерта, чья жизнь изменилась навсегда после того, как появление Колоссального Титана привело к разрушению их родного города и смерти матери Эрена. Поклявшись отомстить и отвоевать мир у Титанов, Эрен, Микаса и Армин присоединяются к Разведывательному корпусу, элитной группе солдат, которые сражаются с Титанами за стенами.
Серия начала выходить в ежемесячном издании Kodansha Bessatsu Shōnen Magazine в октябрьском выпуске 2009 года и завершилась в майском номере 2021 года. Первый том танкобон был выпущен в марте 2010 года, а 34-й и последний том был выпущен в июне 2021 года. В Северной Америке серия публикуется на английском языке компанией Kodansha USA, которая впервые опубликовала первый том 19 июня 2012 года, с трех- или четырехмесячным интервалом между каждым выпуском до середины 2013 года, когда последующие тома начали выпускаться ежемесячно, чтобы быстрее догнать оригинальные японские выпуски, что они и сделали в конце в том же году, впоследствии вернувшись к прежнему графику. Сериал также был адаптирован в аниме-телесериал студиями IG Port 's Wit Studio (сезоны с 1 по 3) и MAPPA (сезон 4), причем первый эпизод выйдет в эфир 7 апреля 2013 года на канале MBS. Аниме также транслируется Funimation и Crunchyroll на их сайтах.

## Манга

### Атака на Титанов
| № | Дата выпуска (Россия) | ISBN (Россия)     | Примечание |
| --- | --------------------- | ----------------- | --- |
| 1 | 16 декабря 2015 г.    | 978-5-389-08423-0 | Русский выпуск 1-го и 2-го тома оригинальной манги Атака Титанов, собранный в омнибус и официально изданный Азбука-Аттикус.   |
| 1. «К тебе, спустя 2000 лет» (яп. 二千年後の君へ, Ni Sen Nen Go no Kimi e) 2. «Тот день» (яп. その日, Sono Hi) 3. «Ночь церемонии расформирования» (яп. 解散式の夜, Kaisanshiki no Yoru) 4. «Первая битва» (яп. 初陣, Uijin) 5. «Тусклый свет посреди отчаяния» (яп. 絶望の中で鈍く光る, Zetsubō no Naka de Nibuku Hikaru) 6. «Мир, который увидела девочка» (яп. 少女が見た世界, Shōjo ga Mita Sekai) 7. «Короткое лезвие» (яп. 小さな刃, Chiisa na Yaiba) 8. «Рев» (яп. 咆哮, Hōkō) 9. «Слышно биение сердца» (яп. 心臓の鼓動が聞こえる, Shinzō no Kodō ga Kikoeru)                                                                                                 |                       |                   | Русский выпуск 1-го и 2-го тома оригинальной манги Атака Титанов, собранный в омнибус и официально изданный Азбука-Аттикус.   |
| Мир людей пал под сокрушающей мощью Титанов. Принеся в жертву свою свободу, человечество укрылось в обнесенных высокими стенами городах, в надежде обезопасить выживших. Но в один страшный день появился колоссальный Титан, превосходящий размерами даже городские стены. И хрупкая надежда рассыпалась в прах. Вновь началась отчаянная битва за выживание. |                       |                   | Русский выпуск 1-го и 2-го тома оригинальной манги Атака Титанов, собранный в омнибус и официально изданный Азбука-Аттикус.   |
| 2 | 8 апреля 2016 г.      | 978-5-389-08577-0 | Русский выпуск 3-го и 4-го тома оригинальной манги Атака Титанов, собранный в омнибус и официально изданный Азбука-Аттикус.   |
| - Специальная глава: Капитан Леви (яп. リヴァイ兵士長, Rivai Heishichō) 10. «Где левая рука?» (яп. 左腕の行方, Hidariude no Yukue) 11. «Ответ» (яп. 応える, Kotaeru) 12. «Икона» (яп. 偶像, Gūzō) 13. «Рана» (яп. 傷, Kizu) 14. «Первобытное желание» (яп. 原初的欲求, Genshoteki Yokkyū) 15. «Поодиночке» (яп. 個々, Koko) 16. «Необходимость» (яп. 必要, Hitsuyō) 17. «Иллюзии силы» (яп. 武力幻想, Buryoku Gensō) 18. «Что мне теперь делать?» (яп. 今、何をすべきか, Ima, Nani o Subeki ka) |                       |                   | Русский выпуск 3-го и 4-го тома оригинальной манги Атака Титанов, собранный в омнибус и официально изданный Азбука-Аттикус.   |
| Мир людей содрогается под сокрушающей мощью Титанов. Принеся в жертву свою свободу, человечество укрылось в обнесенных высокими стенами городах, в надежде обезопасить выживших. Но Титанам в очередной раз удалось проломить стену и ворваться в город. Многие погибли, сражаясь с чудовищами, в том числе и лучший друг Микасы, Эрен. Потрясенная известием о его смерти, Микаса теряет бдительность и оказывается в смертельной опасности, но ей на выручку внезапно приходит загадочный титан, атакующий только других титанов. Кто же он, ее таинственный спаситель?..                                                                                           |                       |                   | Русский выпуск 3-го и 4-го тома оригинальной манги Атака Титанов, собранный в омнибус и официально изданный Азбука-Аттикус.   |
| 3 | 23 июня 2016 г.       | 978-5-389-10028-2 | Русский выпуск 5-го и 6-го тома оригинальной манги Атака Титанов, собранный в омнибус и официально изданный Азбука-Аттикус.   |
| - Специальная глава: «Дневник Ильзы» (яп. イルゼの手帳, Iruze no Techō) 19. «Новый взгляд» (яп. まだ目を見れない, Mada Me o Mirenai) 20. «Отряд особого назначения» (яп. 特別作戦班, Tokubetsu Sakusen Han) 21. «И открылись врата» (яп. 開門, Kaimon) 22. «Засечь врага на подходе» (яп. 長距離索敵陣形, Chōkyori Sakuteki Jinkei) 23. «Женская Oсобь» (яп. 女型の巨人, Megata no Kyojin) 24. «Лес гигантских деревьев» (яп. 巨大樹の森, Kyodaiju no Mori) 25. «Укус» (яп. 噛みつく, Kamitsuku) 26. «Верное решение» (яп. 好都合な道を, Kōtsugō na Michi o) |                       |                   | Русский выпуск 5-го и 6-го тома оригинальной манги Атака Титанов, собранный в омнибус и официально изданный Азбука-Аттикус.   |
| С помощью Эрена, умеющего превращаться в титана, людям удается вернуть район Трост и обезопасить стену Роза. Закрыв пробоину огромным камнем, Эрен теряет сознание, а приходит в себя в тюрьме и выдерживает допрос командира разведкорпуса Эрвина Смита. Тот принимает решение отправить экспедицию к дому отца Эрена, где, возможно, хранится тайна титанов. Но в этом непростом деле потребуется участие самого Эрена. В экспедиции участвуют и верные друзья Эрена, Армин и Микаса. Сначала все идет более или менее гладко, но внезапно появляется невероятно быстрая Женщина-титан и атакует отряд...                                                           |                       |                   | Русский выпуск 5-го и 6-го тома оригинальной манги Атака Титанов, собранный в омнибус и официально изданный Азбука-Аттикус.   |
| 4 | 6 сентября 2016 г.    | 978-5-389-10419-8 | Русский выпуск 7-го и 8-го тома оригинальной манги Атака Титанов, собранный в омнибус и официально изданный Азбука-Аттикус.   |
| 27. «Эрвин Смит» (яп. エルヴィン・スミス, Eruvin Sumisu) 28. «Выбор и его последствия» (яп. 選択と結果, Sentaku to Kekka) 29. «Схватка» (яп. 鉄槌, Tettsui) 30. «Поверженные» (яп. 敗者達, Haisha Tachi) 31. «Улыбка» (яп. 微笑み, Hohoemi) 32. «Без доказательств» (яп. 慈悲, Jihi) 33. «Сокрытое за стеной» (яп. 壁, Kabe) 34. «Танец воинов» (яп. 戦士は踊る, Senshi wa Odoru) |                       |                   | Русский выпуск 7-го и 8-го тома оригинальной манги Атака Титанов, собранный в омнибус и официально изданный Азбука-Аттикус.   |
| Разведкорпус отправляется во внешний мир, стремясь раскрыть тайну титанов, ключ к которой, возможно, хранится в подвале родного дома Эрена Йегера. Путь к этому дому лежит через земли, захваченные титанами. Опасная миссия становится совсем безнадежной, когда разведкорпус сталкивается с невероятно смышленой и ловкой женщиной-титаном. Но еще неизвестно, что представляет большую угрозу для экспедиции, – титаны или рискованный секретный план, который разработал командир разведкорпуса, Эрвин Смит... |                       |                   | Русский выпуск 7-го и 8-го тома оригинальной манги Атака Титанов, собранный в омнибус и официально изданный Азбука-Аттикус.   |
| 5 | 13 марта 2017 г.      | 978-5-389-12279-6 | Русский выпуск 9-го и 10-го тома оригинальной манги Атака Титанов, собранный в омнибус и официально изданный Азбука-Аттикус.  |
| 35. «Горящий взгляд» (яп. 獣の巨人, Kemono no Kyojin) 36. «Я дома» (яп. ただいま, Tadaima) 37. «На юго-запад» (яп. 南西へ, Nansei e) 38. «Замок Утгард» (яп. ウトガルド城, Utogarudo-jō) 39. «Солдат» (яп. 兵士, Heishi) 40. «Имир» (яп. ユミル, Yumiru) 41. «Хистория» (яп. ヒストリア, Hisutoria) 42. «Воин» (яп. 戦士, Senshi) |                       |                   | Русский выпуск 9-го и 10-го тома оригинальной манги Атака Титанов, собранный в омнибус и официально изданный Азбука-Аттикус.  |
| Разведкорпус с помощью Эрена смог захватить загадочную женщину-титана. Наконец бойцы узнают, кто противостоял им в облике смертоносной великанши. Не успев толком справиться с этим потрясением, люди сталкиваются с новой загадкой – тайна великих стен оказывается не менее шокирующей. И в разгар всеобщего смятения приходит известие, которое способно до основания потрясти заключенный внутри стен человеческий мир... |                       |                   | Русский выпуск 9-го и 10-го тома оригинальной манги Атака Титанов, собранный в омнибус и официально изданный Азбука-Аттикус.  |
| 6 | 5 июня 2017 г.        | 978-5-389-13020-3 | Русский выпуск 11-го и 12-го тома оригинальной манги Атака Титанов, собранный в омнибус и официально изданный Азбука-Аттикус. |
| 43. «Бронированный титан» (яп. 鎧の巨人, Yoroi no Kyojin) 44. «Удар, бросок, захват» (яп. 打・投・極, Da Tō Kyoku) 45. «В погоню» (яп. 追う者, Ou Mono) 46. «Открытие» (яп. 開口, Kaikō) 47. «Дети» (яп. 子供達, Kodomo Tachi) 48.«Хоть кто-нибудь» (яп. 誰か, Dareka) 49. «В атаку!» (яп. 突撃, Totsugeki) 50. «Крик» (яп. 叫び, Sakebi) |                       |                   | Русский выпуск 11-го и 12-го тома оригинальной манги Атака Титанов, собранный в омнибус и официально изданный Азбука-Аттикус. |
| Неожиданно для всех титаны обнаруживаются в пределах стены Роза! На поиски и ликвидацию пролома брошены все силы, но стена оказывается нетронутой, а поведение титанов порождает все больше вопросов. Бойцы 104-го курса сталкиваются с очень необычным титаном, а потом подвергаются массированной атаке, которая не оставляет шансов на спасение. Благодаря самоотверженности Имир солдаты смогли продержаться до появления Эрена и разведкорпуса, но не успели они перевести дух, как появились бронированный титан и титан-колосс – откуда их совсем не ждали… |                       |                   | Русский выпуск 11-го и 12-го тома оригинальной манги Атака Титанов, собранный в омнибус и официально изданный Азбука-Аттикус. |
| 7 | 24 августа 2017 г.    | 978-5-389-13083-8 | Русский выпуск 13-го и 14-го тома оригинальной манги Атака Титанов, собранный в омнибус и официально изданный Азбука-Аттикус. |
| 51. «Отряд Леви» (яп. リヴァイ班, Rivai Han) 52. «Криста Ленц» (яп. クリスタ・レンズ, Kurisuta Renzu) 53. «Глупцы, что верят» (яп. 狼煙, Noroshi) 54. «И да начнется битва» (яп. 反撃の場所, Hangeki no Basho) 55. «Боль» (яп. 痛み, Itami) 56. «Роли» (яп. 役者, Yakusha) 57. «Кенни жнец» яп. (切り裂きケニー, Kirisaki Kenī) 58. «Под обстрелом» (яп. 銃声, Jūsei) |                       |                   | Русский выпуск 13-го и 14-го тома оригинальной манги Атака Титанов, собранный в омнибус и официально изданный Азбука-Аттикус. |
| Райнер и Бертольт, оказавшиеся, ни много ни мало, Бронированным титаном и Колоссальным титаном, попытались похитить Эрена, и забрать его, а заодно и Имир, на свою загадочную «родину». Разведкорпус бросается в отчаянную погоню и ценой невероятных усилий и огромных жертв возвращает Эрена. А Имир принимает неожиданное решение... Вскоре после этих событий в солдатских казармах происходит жестокое преступление и разведкорпус оказывается втянут в противостояние с военной полицией. А тем временем люди в пределах стен чувствуют себя все более уязвимыми, особенно после того, как обитатели целой деревни необъяснимым образом превратились в титанов… |                       |                   | Русский выпуск 13-го и 14-го тома оригинальной манги Атака Титанов, собранный в омнибус и официально изданный Азбука-Аттикус. |
| 8 | 7 октября 2017 г.     | 978-5-389-13612-0 | Русский выпуск 15-го и 16-го тома оригинальной манги Атака Титанов, собранный в омнибус и официально изданный Азбука-Аттикус. |
| 59. «Душа монстра» (яп. 外道の魂, Gedō no Tamashii) 60. «Точка кипения» (яп. 信頼, Shinrai) 61. «Финал» (яп. 回答, Kaitō) 62. «Грех» (яп. 罪, Tsumi) 63. «Цепь» (яп. 鎖, Kusari) 64. «Приветственная вечеринка» (яп. 歓迎会, Kangeikai) 65. «Мечты и проклятья» (яп. 夢と呪い, Yume to Noroi) 66. «Просьба» (яп. 願い, Negai) |                       |                   | Русский выпуск 15-го и 16-го тома оригинальной манги Атака Титанов, собранный в омнибус и официально изданный Азбука-Аттикус. |
| Разведкорпус узнал, что наследники истинного королевского рода, который хранит тайну титанов и может дать ответы на все вопросы, держатся в тени, а на троне сидит подставной король. В голове Эрвина Смита рождается дерзкий замысел. Спецотряд полиции похищает Кристу и Эрена, отряд Леви пускается в погоню за ними, а в столице строят виселицы для заговорщиков… |                       |                   | Русский выпуск 15-го и 16-го тома оригинальной манги Атака Титанов, собранный в омнибус и официально изданный Азбука-Аттикус. |
| 9 | 12 января 2018 г.     | 978-5-389-13634-2 | Русский выпуск 17-го и 18-го тома оригинальной манги Атака Титанов, собранный в омнибус и официально изданный Азбука-Аттикус. |
| 67. «Округ Орвуд. Внешняя стена» (яп. オルブド区外壁, Orubudo-ku Gaiheki) 68. «Повелитель стен» (яп. 壁の王, Kabe no Ō) 69. «Друзья» (яп. 友人, Yūjin) 70. «Мечты о прошлом» (яп. いつか見た夢, Itsuka Mita Yume) 71. «Наблюдатель» (яп. 傍観者, Bōkansha) 72. «Ночь контратаки» (яп. 奪還作戦の夜, Dakkan Sakusen no Yoru) 73. «Город, где всё началось» (яп. はじまりの街, Hajimari no Machi) 74. «Залог успеха» (яп. 作戦成功条件, Sakusen Seikō Jōken) |                       |                   | Русский выпуск 17-го и 18-го тома оригинальной манги Атака Титанов, собранный в омнибус и официально изданный Азбука-Аттикус. |
| Страшная правда о происхождении силы титана практически сломила Эрена. Он готов пожертвовать собой, но Хистория Рейсс ломает все планы и выбирает собственный путь. И тогда ее отец, Род Рейсс, пускает в ход свое последнее оружие! |                       |                   | Русский выпуск 17-го и 18-го тома оригинальной манги Атака Титанов, собранный в омнибус и официально изданный Азбука-Аттикус. |
| 10 | 29 марта 2018 г.      | 978-5-389-14257-2 | Русский выпуск 19-го и 20-го тома оригинальной манги Атака Титанов, собранный в омнибус и официально изданный Азбука-Аттикус. |
| 75. «По разные стороны баррикад» (яп. 二つの戦局, Futatsu no Senkyoku) 76. «Громовое копье» (яп. 雷槍, Raisō) 77. «Мир их глазами» (яп. 彼らが見た世界, Karera ga Mita Sekai) 78. «Сошествие на землю» (яп. 光臨, Kōrin) 79. «Великолепная игра» (яп. 完全試合, Pāfekuto Gēmu) 80. «Безымянные солдаты» (яп. 名も無き兵士, Na mo Naki Heishi) 81. «Клятва» (яп. 約束, Yakusoku) 82. «Герой» (яп. 勇者, Yūsha) |                       |                   | Русский выпуск 19-го и 20-го тома оригинальной манги Атака Титанов, собранный в омнибус и официально изданный Азбука-Аттикус. |
| Разведкорпус снаряжает масштабную экспедицию через земли, захваченные титанами. Эрен собирается запечатать пролом в районе Сигансины, и тогда можно будет добраться, наконец, до тайны, сокрытой в подвале его родного дома. Но враг не дремлет и уже подготовил засаду… |                       |                   | Русский выпуск 19-го и 20-го тома оригинальной манги Атака Титанов, собранный в омнибус и официально изданный Азбука-Аттикус. |
| 11 | 3 октября 2018 г.     | 978-5-389-14602-0 | Русский выпуск 21-го и 22-го тома оригинальной манги Атака Титанов, собранный в омнибус и официально изданный Азбука-Аттикус. |
| 83. «Решимость» (яп. 大鉈, Ōnata) 84. «Белая ночь» (яп. 白夜, Byakuya) 85. «Подвал» (яп. 地下室, Chikashitsu) 86. «Тот день» (яп. あの日, Ano Hi) 87. «Граница» (яп. 境界線, Kyōkaisen) 88. «Атакующий титан» (яп. 進撃の巨人, Shingeki no Kyojin) 89. «Совет» (яп. 会議, Kaigi) 90. «За стены» (яп. 壁の向こう側へ, Kabe no Mukōgawa e) |                       |                   | Русский выпуск 21-го и 22-го тома оригинальной манги Атака Титанов, собранный в омнибус и официально изданный Азбука-Аттикус. |
| Схватка разведкорпуса с титанами близка к развязке. Эрвин и Армин жертвуют собой, чтобы Леви и Эрен смогли повергнуть противника. Но станет ли победителем тот, кто выиграет это сражение? |                       |                   | Русский выпуск 21-го и 22-го тома оригинальной манги Атака Титанов, собранный в омнибус и официально изданный Азбука-Аттикус. |
| 12 | 2018 г.               | 978-5-389-15749-1 | Русский выпуск 23-го и 24-го тома оригинальной манги Атака Титанов, собранный в омнибус и официально изданный Азбука-Аттикус. |
| 91. «За морем» (海の向こう側, Umi no Mukōgawa) 92. «Войны Маре» (マーレの戦士, Māre no Senshi) 93. «Поезд во мраке ночи» (闇夜の列車, Yamiyo no Ressha) 94. «Мальчик внутри стен» (壁の中の少年, Kabe no Naka no Shōnen) 95. «Лжец» (嘘つき, Usotsuki) 96. «Врата надежды» (希望の扉, Kibō no Tobira) 97. «Письмо из рук в руки» (手から手へ, Te kara Te e) 98. «Как хорошо» (よかったな, Yokatta na) |                       |                   | Русский выпуск 23-го и 24-го тома оригинальной манги Атака Титанов, собранный в омнибус и официально изданный Азбука-Аттикус. |
| Схватка со зверотитаном позади, разведкорпус добрался до заветного тайника в родном доме Эрена. Из дневников Гриши Йегера люди узнали тайну происхождения титанов и то, что все эти мучительные годы противостояли не только им… Какие горизонты откроются человечеству, когда стены падут? |                       |                   | Русский выпуск 23-го и 24-го тома оригинальной манги Атака Титанов, собранный в омнибус и официально изданный Азбука-Аттикус. |
| 13 | 2019 г.               | 978-5-389-16624-0 | Русский выпуск 25-го и 26-го тома оригинальной манги Атака Титанов, собранный в омнибус и официально изданный Азбука-Аттикус. |
| 99. «Тень вины» (疾しき影, Yamashiki Kage) 100. «Объявление войны» (宣戦布告, Sensen Fukoku) 101. «Молотоборец» (戦鎚の巨人, Sentsui no Kyojin) 102. «После драки кулаками не машут» (後の祭り, Ato no Matsuri) 103. «Штурм» (強襲, Kyōshū) 104. «Победители» (勝者, Shōsha) 105. «Роковая пуля» (凶弾, Kyōdan) 106. «Добровольцы» (義勇兵, Giyūhei) |                       |                   | Русский выпуск 25-го и 26-го тома оригинальной манги Атака Титанов, собранный в омнибус и официально изданный Азбука-Аттикус. |
| Представители мировых держав собрались в Марли, чтобы присутствовать на выступлении Уилли Тайбера, который предупреждает всех об угрозе, исходящей с острова Парадиз. Убедить мир в серьезности этой угрозы ему помогает мятежный титан Эрен Йегер, появляющийся на сцене в самый разгар выступления. Грандиозная битва атакующего титана с титаном-молотом знаменует начало новой большой войны… |                       |                   | Русский выпуск 25-го и 26-го тома оригинальной манги Атака Титанов, собранный в омнибус и официально изданный Азбука-Аттикус. |
| 14 | 2019 г.               | 978-5-389-17574-7 | Русский выпуск 27-го и 28-го тома оригинальной манги Атака Титанов, собранный в омнибус и официально изданный Азбука-Аттикус. |
| 107. «Посетитель» (来客, Raikyaku) 108. «Разумные доводы» (正論, Seiron) 109. «Гид» (導く者, Michibiku Mono) 110. «Обманщица» (偽り者, Itsuwarimono) 111. «Дети леса» (森の子ら, Mori no Kora) 112. «Невежество» (無知, Muchi) 113. «Зверство» (暴悪, Bōaku) 114. «Единственное спасение» (唯一の救い, Yuiitsu no Sukui) |                       |                   | Русский выпуск 27-го и 28-го тома оригинальной манги Атака Титанов, собранный в омнибус и официально изданный Азбука-Аттикус. |
| Атака на Либерио поставила Парадиз на грань уничтожения – весь мир ополчился против эльдийского острова и готовит сокрушительный контрудар. А тем временем действия Эрена и Зика становятся все более непредсказуемыми. Братья преследуют собственные цели, которые могут навсегда изменить лицо этого мира… |                       |                   | Русский выпуск 27-го и 28-го тома оригинальной манги Атака Титанов, собранный в омнибус и официально изданный Азбука-Аттикус. |
| 15 | 2020 г.               | 978-5-389-18438-1 | Русский выпуск 29-го и 30-го тома оригинальной манги Атака Титанов, собранный в омнибус и официально изданный Азбука-Аттикус. |
| 115. «Опора» (支え, Sasae) 116. «Небо и земля» (天地, Tenchi) 117. «Приговор» (断罪, Danzai) 118. «Внезапная атака» (騙し討ち, Damashiuchi) 119. «Старшие и младшие братья» (兄と弟, Ani to Otōto) 120. «Мгновение» (刹那, Setsuna) 121. «Воспоминания о будущем» (未来の記憶, Mirai no Kioku) 122. «За две тысячи лет до тебя» (二千年前の君から, Ni Sen Nen Mae no Kimi kara) |                       |                   | Русский выпуск 29-го и 30-го тома оригинальной манги Атака Титанов, собранный в омнибус и официально изданный Азбука-Аттикус. |
| Собираясь проверить в деле страшное оружие, сокрушающее континенты, сторонники Эрена Йегера организуют военный переворот. Главнокомандующий убит, несогласные арестованы. Леви узнает об истинных намерениях братьев Йегеров, но за это знание ему приходится заплатить слишком высокую цену. А тем временем армия Марли готовится штурмовать Сигансину… |                       |                   | Русский выпуск 29-го и 30-го тома оригинальной манги Атака Титанов, собранный в омнибус и официально изданный Азбука-Аттикус. |
| 16 | 2021 г.               | 978-5-389-19137-2 | Русский выпуск 31-го и 32-го тома оригинальной манги Атака Титанов, собранный в омнибус и официально изданный Азбука-Аттикус. |
| 123. «Демона острова» (島の悪魔, Shima no Akuma) 124. «Таяние» (氷解, Hyōkai) 125. «Багровый закат» (夕焼け, Yūyake) 126. «Честь» (矜持, Kyōji) 127. «Ночь конца» (終末の夜, Shūmatsu no Yoru) 128. «Предатель» (裏切り者, Uragirimono) 129. «Ностальгия» (懐古, Kaiko) 130. «Рассвет человечества» (人類の夜明け, Jinrui no Yoake) |                       |                   | Русский выпуск 31-го и 32-го тома оригинальной манги Атака Титанов, собранный в омнибус и официально изданный Азбука-Аттикус. |
| Эрен и Зик наконец касаются друг друга – и теперь им ничего не мешает воспользоваться силой изначального титана … Казалось бы, это конец для всего эльдийского народа, однако у младшего брата собственные планы: единолично воспользовавшись обретенным могуществом, он освобождает титанов стен. События принимают новый виток, и ни друзья, ни враги Эрена Йегера не знают, чего ожидать дальше… |                       |                   | Русский выпуск 31-го и 32-го тома оригинальной манги Атака Титанов, собранный в омнибус и официально изданный Азбука-Аттикус. |
| 17 | 2022 г.               | 978-5-389-19944-6 | Русский выпуск 33-го и 34-го тома оригинальной манги Атака Титанов, собранный в омнибус и официально изданный Азбука-Аттикус. |
| 131. «Дрожь земли» (地鳴らし, Jinarashi) 132. «Крылья свободы» (自由の翼, Jiyū no Tsubasa) 133. «Грешники» (罪人達, Tsumibito Tachi) 134. «В глубинах отчаяния» (絶望の淵にて, Zetsubō no Fuchi nite) 135. «Бой между небом и землёй» (天と地の戦い, Ten to Chi no Tatakai) 136. «Посвятите свои сердца» (心臓を捧げよ, Shinzō o Sasageyo) 137. «Титаны» (巨人, Kyojin) 138. «Длинный сон» (長い夢, Nagai Yume) 139. «К дереву на том холме» (あの丘の木に向かって, Ano Oka no Ki ni Mukatte) |                       |                   | Русский выпуск 33-го и 34-го тома оригинальной манги Атака Титанов, собранный в омнибус и официально изданный Азбука-Аттикус. |
| Покинувшие Парадиз титаны, ведомые Эреном Йегером, уничтожают все живое на своем пути. Микаса, Армин и остальные плывут в Одиху в надежде подготовить самолет, чтобы нагнать изначального титана и его армию по воздуху. Близится последний бой. Смогут ли эльдийцы и их соратники остановить Эрена и спасти человечество? Или же всему миру настанет конец?.. |                       |                   | Русский выпуск 33-го и 34-го тома оригинальной манги Атака Титанов, собранный в омнибус и официально изданный Азбука-Аттикус. |

### Атака на Титанов: Выбор без сожалений
| № | Дата выпуска (Россия) | ISBN (Россия)     | Примечание |
| --- | --------------------- | ----------------- | --- |
| 1 | 2015 г.               | 978-5-389-12079-2 | Русский выпуск 1-го и 2-го тома оригинальной манги Атака Титанов: Выбор без сожалений, собранный в омнибус и официально изданный Азбука-Аттикус. |
| - Бонус: «Пролог» (プロローグ, Purorōgu) 1. «Крылья свободы» (自由の翼, Jiyū no Tsubasa) 2. «Одна стрела» (一矢, Isshi) 3. «... революции» (変革の…, Henkaku no...) 4. «Доказательство» (証明, Shōmei) 5. «Сердца» (心臓, Shinzō) 6. «Живущие существа» (生き物, Ikimono) 7. «Трое» (3人, San Nin) 8. «Выбор» (選択, Sentaku) - Экстра 1 — «Неизвестный бой Леви?!» (リヴァイ、知られざる勝負?! Rivai, shira rezaru shōbu?!) - Экстра 2 — «Неизвестная уборка Леви» (リヴァイ、知られざる掃除 Rivai, shira rezaru sōji) |                       |                   | Русский выпуск 1-го и 2-го тома оригинальной манги Атака Титанов: Выбор без сожалений, собранный в омнибус и официально изданный Азбука-Аттикус. |
| В подземных катакомбах столицы орудуют разбойники, свои дерзкие набеги они осуществляют с помощью устройств пространственного маневрирования! В этом мастерстве главарь банды по имени Леви не уступает ветеранам разведкорпуса. И тогда лейтенант разведкорпуса Эрвин предлагает банде сделку… |                       |                   | Русский выпуск 1-го и 2-го тома оригинальной манги Атака Титанов: Выбор без сожалений, собранный в омнибус и официально изданный Азбука-Аттикус. |

### Атака на Титанов: Потерянные девушки
| № | Дата выпуска (Россия) | ISBN (Россия)     | Примечание |
| --- | --------------------- | ----------------- | --- |
| 1 | 2017 г.               | 978-5-389-14444-6 | Русский выпуск 1-го и 2-го тома оригинальной манги Атака Титанов: Потерянные девушки, собранный в омнибус и официально изданный Азбука-Аттикус. |
| Часть 1: Стена Сина, прощай 1. "Карли Стратманн" (カーリー・ストラットマン, Kārī Sutorattoman) 2. "Уэйн Айснер" (ウェイン・アイズナー, Wein Aizunā) 3. "Уолд и Лу" (ウオルド&ルー, Uorudo & Rū) 4. "Кодероин" (コデロイン, Koderoin) 5. "Энни Леонхарт" (アニ・レオンハート, Ani Reonhāto) Часть 2: Потерянная в жестоком мире 1. "Эрен Йегер" (エレン・イェーガー, Eren Iēgā) 2. "Сигансина" (シガンシナ, Shiganshina) 3. "Самолёт" (ひこうき, Hikōki) 4. "Зеркальный человек" (鏡男, Kagami Otoko) Часть 3: Потерянные девушки |                       |                   | Русский выпуск 1-го и 2-го тома оригинальной манги Атака Титанов: Потерянные девушки, собранный в омнибус и официально изданный Азбука-Аттикус. |
| Две истории о девочках, чьи судьбы пересеклись в жестоком мире, огороженном стенами от еще более жестокого врага – титанов. Они очень разные, эти две молчуньи, Микаса Акерман и Анни Леонхарт. И идут очень разными дорогами. Но их объединяет чувство долга, утраты и желание вырваться за пределы стен. |                       |                   | Русский выпуск 1-го и 2-го тома оригинальной манги Атака Титанов: Потерянные девушки, собранный в омнибус и официально изданный Азбука-Аттикус. |

### Атака на Титанов: До падения
Атака на Титанов: До падения также, Атака Титанов: Перед падением (進撃の巨人 Before the Fall Shingeki no Kyojin: Before the Fall) — манга Сатоши Сики, основанная на легких романах Рё Сузукадзе. Эта манга является официальным приквелом к основной истории Хадзиме Исаямы. Его сериализация началась 26 сентября 2013 года в Monthly Shōnen Sirius после публикации рекламной главы в том же журнале 26 августа. Последняя глава была опубликована 26 марта 2019 года. Первые две дополнительные главы были опубликованы в журнале Kodansha Aria, а следующие шесть были опубликованы в журнале Bessatsu Shōnen Magazine. 
Kodansha Comics лицензировала сериал и распространяла его на английском языке с марта 2014 года. 
| № | Дата выпуска (Япония) | ISBN (Япония)     | Примечание |
| --- | --------------------- | ----------------- | ---------- |
| 1 | 09 декабря 2013 г.    | 978-4-06-376439-0 |            |
| 0. "Пролог" (Ｔｒａｉｌｅｒ, Trailer) 1. "Сын титана" (巨人の子, Kyojin no Ko) 2. "Решительная девушка" (覚悟の少女, Kakugo no Shōjo) 3. "Обещание под луной" (月下の約束, Gekka no Yakusoku) |                       |                   |            |
| Вырезанный заживо из утробы матери после того, как ее съел разъяренный Титан, Кукло провел свою жизнь в цепях как странная диковинка и устрашающее чудовище. В конце концов мальчик, которого они называют «сыном Титана», оказывается проданным богатому торговцу Дарио Иносенсио в качестве игрушки для его жестокого и амбициозного сына Хави. Кукло не знает ничего, кроме оскорблений и пренебрежения, но помощь может прийти из самого неожиданного места... |                       |                   |            |
| 2 | 9 апреля 2014 г.      | 978-4-06-376460-4 |            |
| 4. "Штормовая ночь" (嵐の夜, Arashi no Yoru) 5. "Утренний отъезд" (未明の出立, Mimei no Shuttatsu) 6. "Доказательство человечности" (人間の証明, Ningen no Shōmei) 7. "Земля цвета алой крови" (鮮血の大地, Senketsu no Daichi) |                       |                   |            |
| Кукло провел всю свою жизнь в клетках, его боялись и ненавидели как «сына Титана». Затем он встретил Шарле Иносенсио, молодую девушку, которая бросила вызов своему отцу и брату, чтобы заботиться о мальчике, подвергавшемся насилию, и воспитывать его в тайне — и спланировать его побег из темницы, а также ее побег от помолвки. Но ночь, о которой они мечтали, приносит с собой новые ужасы, и Кукло становится одержимым доказательством того, что он не тот монстр, которым все его всегда считали. Это означает, что ему придется встретиться с Титаном лично...! |                       |                   |            |
| 3 | 8 августа 2014 г.     | 978-4-06-376486-4 |            |
| 8. "Характер добычи" 9. "Багровый" 10. "Ловушка Единорога" - Экстра: "Доклад Карла Пикера" |                       |                   |            |
| Кукло покинул Стены по одной причине: увидеть Титана своими глазами и, наконец, избавиться от сомнений, которые преследовали его относительно его собственной человечности. Эта миссия была выполнена, но не все пошло по плану. Теперь Кукло находится в бегах с Разведкорпусом от Титана 10-метрового класса. Но вскоре Кукло и Командир Пикале становится ясно, что у них нет шансов добраться до Стены вовремя. Чтобы выжить, им придется сражаться! |                       |                   |            |
| 4 | 9 декабря 2014 г.     | 978-4-06-376515-1 |            |
| 11. "Важное открытие за решеткой" 12. "Поля смерти" 13. "Брошенные умирать" - Экстра: "Дневник Шиганшины Шарли" |                       |                   |            |
| Избежав того, что должно было стать неминуемой смертью, и победив Титана за Стенами, Кукло и Разведкорпус возвращаются в Шиганшину, где его ждет Военная Полиция, чтобы арестовать за убийство его бывшего хозяина Дарио. Но не будет никакого суда и никакой казни для сына Титана. У Военной полиции есть гораздо более жестокое наказание на уме... |                       |                   |            |
| 5 | 9 апреля 2015 г.      | 978-4-06-376537-3 |            |
| 14. "Гости промышленного города" 15. "Картины будущего" 16. "Заросли железного бамбука" 17. "Крушение корпуса" |                       |                   |            |
| Герой человечества Хорхе Пикале, первый человек, когда-либо победивший Титана, только что спас Кукло и Кардину от неминуемой смерти за Стенами. «Устройство», которое он использует для спасения их жизней, — единственная надежда человеческой расы против Титанов. Но это будет нелегко. Пятнадцать лет назад, как раз перед экспедицией Разведкорпуса, которая едва не стала их последней, они узнали секрет о Титанах — тот, который Кукло должен будет знать, чтобы сражаться с ними...                                                                                |                       |                   |            |
| 6 | 7 августа 2015 г.     | 978-4-06-376590-8 |            |
| 18. Вакханалия жадности 19. Клятва в бамбуковых зарослях 20. Ускорение честолюбия - Экстра: Первое задание рекрута - Экстра: Девушка в мастерской |                       |                   |            |
| Пятнадцать лет назад человечество предприняло последнюю отчаянную попытку обнаружить слабые места титанов — исследовательскую экспедицию, чтобы поймать одного из зверей. А вот появившийся во время попытки захвата десятиметровый «Титан» поверг экспедицию в хаос. Среди тех, кто сбежал за стену Мария, был гениальный ремесленник Энджел, разработчик оружия, который участвовал в экспедиции в качестве исследователя. Что бы он вынес из этой неудачи? |                       |                   |            |
| 7 | 9 декабря 2015 г.     | 978-4-06-376590-8 |            |
| 21. Логово предательства 22. Бездна под стеной 23. Рондо Тьмы 24. Вопль из тени - Экстра: Клятва на стене Мария |                       |                   |            |
| Хави Иносенсио, человек, который обвинил Кукло в убийстве Дарио (и который также является братом Шарли), вступил в военную полицию по рекомендации капитана Глории. Это дает в его распоряжение самые мощные инструменты королевского правительства в поисках Кукло и Шарли. Тем временем Кукло оставляет Шарл в Промышленном городе и направляется в район Шиганшина, чтобы опробовать темпераментное и опасное «устройство» против настоящего титана... |                       |                   |            |
| 8 | 8 апреля 2016 г.      | 978-4-06-390619-6 |            |
| 25. Перед бурей 26. Пламя потрясений 27. Исход соперничества 28. Плотное пространство - Экстра: Мастер вертикального маневрирования |                       |                   |            |
| Кукло отправляется в район Шиганшина, чтобы испытать новую модель устройства, в то время как Шарл с нетерпением ждет его возвращения в мастерской Ксенофонта. Но спустя долгое время после ожидаемой даты возвращения Кукло его все еще нет... Тем временем антиправительственная группа осуществляет план в Промышленном городе, где работает Шарл. Они и не подозревают, что Хави проник в миссию по приказу сверху. |                       |                   |            |
| 9 | 9 августа 2016 г.     | 978-4-06-390641-7 |            |
| 29. Беспорядки в городе 30. Последствия восстания 31. Клинки Кармы 32. Мяч в клетке - Экстра : Зарождающиеся амбиции |                       |                   |            |
| Благодаря тому, что Хави проникает в ряды диссидентов, их попытка восстания сталкивается с суровой реальностью, когда депутат расправляется с ними. Тем временем Кукло использует свое новое устройство, чтобы прийти на помощь Шарли. Но он не знает, что его самый старый заклятый враг будет ждать своего часа... |                       |                   |            |
| 10 | 9 декабря 2016 г.     | 978-4-06-390667-7 |            |
| 33. Заключенная в тюрьму принцесса бежит 34. Город вечной ночи 35. Одинокая тень в городе, который никогда не спит 36. Мастера прошлого - Экстра: Большая близость через самооборону |                       |                   |            |
| Поскольку судьба Кукло неизвестна, Шарл должна взять дело в свои руки, выследив затворника Ангела, изобретателя устройства, которое однажды может стать разницей между выживанием и вымиранием от рук титанов. Но Энджел уже не тот человек, которым он был когда-то, и путь к нему будет опасным, не говоря уже о том, чтобы на самом деле заручиться его помощью... |                       |                   |            |
| 11 | 7 апреля 2017 г.      | 978-4-06-390696-7 |            |
| 37. Жертвенная клетка 38. Воин возмездия 39. Наследование мечты 40. Встреча в коттедже |                       |                   |            |
| Шарл взяла дело в свои руки, чтобы завербовать затворника Ангела, первого изобретателя Устройства, которое однажды может помочь человечеству дать отпор титанам. Но мучительный опыт Энджела оставил у него шрамы, и ему, возможно, потребуется дополнительная поддержка, чтобы вернуться к борьбе. Тем временем Кукло пропадает без вести, его судьба висит на волоске... |                       |                   |            |
| 12 | 8 августа 2017 г.     | 978-4-06-390725-4 |            |
| 41. Краеугольный камень корпуса 42. Путешествующее небо 43. Источник Восстановления 44. Долгожданное оружие |                       |                   |            |
| Устройство Ангела и Ксенофонта, предназначенное для помощи человечеству в борьбе с титанами, всегда сбивало с толку тех, кто должен был им пользоваться. Но спустя годы, после того как Шарл успешно вытаскивает Энджела из своего подземного дома, он готов навсегда исправить его фатальный недостаток. Но это только половина проблемы - Разведкорпусу потребуется новая изнурительная программа обучения, чтобы воспользоваться ею! |                       |                   |            |
| 13 | 8 декабря 2017 г.     | 978-4-06-510504-7 |            |
| 45. Крылья Фальшборта 46. Перекрёсток корпусов 47. Предвестник потрясений 48. Причина, по которой я дерусь |                       |                   |            |
| Оборудование для пространственного маневрирования, величайшее оружие человечества против титанов, наконец-то разработано, но есть одна загвоздка: у Кукло и Разведкорпуса есть совсем немного времени, чтобы использовать его для успешного уничтожения Титана, иначе Корпус будет расформирован навсегда. И что еще хуже, в нем примет участие маловероятная фигура из прошлого Кукло... |                       |                   |            |
| 14 | 9 апреля 2018 г.      | 978-4-06-511218-2 |            |
| 49. За гранью 50. Лабиринт чрева демона 51. Оковы огромного силуэта 52. Происхождение «Крыльев надежды» |                       |                   |            |
| Был выдвинут ультиматум: чтобы Разведкорпус продолжил добрую борьбу и помог человечеству снова выйти за пределы Стен, они должны организовать экспедицию и доказать, что новое оборудование для пространственного маневрирования способно убить титана. Но часть подготовки заключается в том, чтобы на самом деле увидеть титанов и понять, как на самом деле выглядит величайший враг человечества — задача более сложная, чем любой письменный тест... |                       |                   |            |
| 15 | 9 августа 2018 г.     | 978-4-06-512288-4 |            |
| 53. Неудача при посвящении 54. В гуще паранойи 55. Ящик заблуждений 56. Освещение глубокой ночью |                       |                   |            |
| По мере того, как проходит все меньше дней до последнего шанса Разведкорпуса на экспедицию, потребность в тренировках с новым оборудованием для борьбы с титанами становится как никогда актуальной. Но когда выясняется, что несчастный случай во время тренировки является саботажем, это вызывает шок по всему лагерю. Кто пытается разрушить лучший шанс человечества остановить титанов и почему?! |                       |                   |            |
| 16 | 7 декабря 2018 г.     | 978-4065138120    |            |
| 57. Перед экспедицией 58. Момент вылета 59. Трясина под ногами 60. Трагедия под дождем |                       |                   |            |
| Наконец, наступает судьбоносный день экспедиции. Если Разведкорпус не использует свое новомодное маневренное оборудование, чтобы вернуть доказательства существования мертвого титана, то лучший (и единственный) вариант для человечества дать отпор будет уничтожен навсегда! У команды неопытных молодых новобранцев есть только один шанс, и они должны его реализовать, но условия плохие, а на горизонте темные тучи... |                       |                   |            |
| 17 | 9 апреля 2019 г.      | 978-4065152041    |            |
| 61. Падший клинок в королевской столице 62. Цена победы 63. Смертоносный Гринвуд 64. Мерцание в теневой тьме 65. В новую эпоху |                       |                   |            |
| Экспедиция по испытанию оборудования для пространственного маневрирования и поддержанию в живых Разведкорпуса страдает от дождя и плохих условий — нервы напряжены, когда срабатывают аварийные сигнальные ракеты, а повозки с припасами оказываются уничтоженными. Вдобавок ко всему, один из ближайших титанов — не кто иной, как огр, тот, кто убил мать Кукло в роковой день его рождения! Сможет ли он отомстить за ее память, спасти Разведкорпус и убедить Хави в том, что титанов можно победить?                                                                   |                       |                   |            |